# Gerhard Lehmann (Philosoph)
Gerhard Lehmann (* 10. Juli 1900 in Berlin; † 18. April 1987 ebenda) war ein deutscher Philosoph und bedeutender Kantforscher, der sich für den Nationalsozialismus engagierte.

## Leben
Lehmann stammt aus einer Handwerkerfamilie. Sein Vater starb 1913 bei einer Kesselexplosion in seiner Fabrik. Die Familie konnte vom hinterlassenen Vermögen ihren Unterhalt bestreiten. Lehmann wurde 1918 wegen Krankheit vom Militärdienst freigestellt und begann nach dem Abitur ein Chemiestudium in Berlin. Zugleich hörte er Philosophie. In der Nachkriegszeit war Lehmann Mitglied der „Gesellschaft für individualistische Kultur (Stirnerbund)“ und stand mit dem individualanarchistischen, jüdischen Publizisten und Philosophen Anselm Ruest (d. i. Ernst Samuel) in engem Kontakt. Nach dem Vorexamen der Ausbildung zum Nahrungsmitteltechniker arbeitete er als Volontär am Nahrungsmitteluntersuchungsamt der Berliner Landwirtschaftskammer. Seine Dissertation mit dem Thema „Die Setzung der Individualitätskonstante und ihre erkenntnistheoretisch-metaphysische Verwertung“ wurde 1921 von Ernst Troeltsch und Eduard Spranger mit magna cum laude bewertet. Nachdem das Geld der Familie durch die Inflation entwertet worden war, arbeitete er als Übersetzer und beim Verlag de Gruyter. Dort bearbeitete er Kants „opus postumum“ für die Akademieausgabe. Ein Gehalt bezog er zunächst vom Verlag und ab 1930 von der Preußischen Akademie der Wissenschaften. Ab 1934 bearbeitete er zusätzlich die Bände XX und XXIII (Vorarbeiten und Zusätze zu den Druckschriften). 1937 erschienen die beiden Bände des opus postumum.
Lehmanns Habilitationsvorhaben über die „Prinzipien der Massensoziologie“, das er auf Anraten Sprangers in Greifswald eingereicht hatte und in dem er ein soziologisches Porträt der NS-Bewegung zeichnen wollte, brach er auf Anraten seines Betreuers Günther Jacoby ab, nachdem dieser politische Konflikte befürchtete. Versuche ab 1935, eine Assistentenstelle in Berlin zu erhalten, scheiterten trotz Unterstützung Alfred Baeumlers an Spranger, der zunächst auf Fertigstellung der Arbeiten zur Akademieausgabe drang. Im August 1937 begleitete er Hans Heyse auf Vorschlag Baeumlers als Berichterstatter auf den 9. Internationalen Kongress für Philosophie in Paris. Um der deutschen Philosophie international mehr Geltung zu verschaffen, empfahl er in seinem Bericht, „dass es im völkischen Interesse durchaus nötig ist, die Kantstudien und die Kantgesellschaft bewusst zu einem Instrument der deutschen Kulturpropaganda zu machen und dass der Weg dazu nur über die ausserstaatlichen deutschen Kulturzentren gehen kann.“ 1938 unternahm Lehman einen erneuten Versuch zur Habilitation mit dem Thema „Kants Nachlasswerk und die Kritik der Urteilskraft“. Um sich der Unterstützung Baeumlers zu versichern, der ähnlich seinem Betreuer Walter Schulze-Soelde skeptisch in Bezug auf Lehmanns Engagement war, veröffentlichte dieser ab 1937 mehrere Aufsätze in einem aggressiven und kämpferischen Stil, in denen er u. a. Sprangers Pädagogik kritisierte. Im Dezember 1939 wurde seine Lehrprobe schließlich angenommen und er erhielt mit Unterstützung Baeumlers ab April 1940 eine Dozentenstelle. Trotz dieser engen Beziehung wurde Lehmann nicht zum Philosophischen Arbeitskreis des Amtes Rosenberg eingeladen. Antijüdische Ansichten durchziehen Lehmanns Schrift „Der Einfluss des Judentums auf das französische Denken der Gegenwart“ (Berlin 1940). In seiner Übersicht „Die deutsche Philosophie der Gegenwart“ (Stuttgart 1943) bezeichnete er Alfred Rosenbergs „Der Mythus des 20. Jahrhunderts“ als ein „den fachphilosophischen wie gegenwartsgeschichtlichen Bereich weit übersteigendes Werk“.  Nach dem Kriegsende setzte Lehmann seine Arbeiten an den Kant-Studien und in der Kantforschung fort.
1970 wurde er zum korrespondierenden Mitglied der Göttinger Akademie der Wissenschaften gewählt.

## Schriften
Auswahl:
- Über die Setzung "Individualitätskonstante" und ihre erkenntnistheoretisch-metaphysische Verwertung. Eine Untersuchung über das Wesen des Individuums. Emil Ebering, Berlin 1922.
- Psychologie des Selbstbewusstseins. Eine Einführung in die Ich-Philosophie. Rösl, München 1923
- Die Grundprobleme der Naturphilosophie. Eine methodische Betrachtung. Walter Seifert, Stuttgart/Heilbronn 1923
- Über Einzigkeit und Individualität. Meiner, Leipzig 1926.
- Das Kollektivbewusstsein. Systematische und historisch-kritische Vorstudien zur Soziologie. Junker und Dünnhaupt, Berlin 1928.
- Geschichte der nachkantischen Philosophie. Berlin. Kritizismus u. kritisches Motiv in den philosophischen Systemen des 19. u. 20. Jahrhunderts. Junker und Dünnhaupt, Berlin 1931.
- Der Einfluss des Judentums auf das französische Denken der Gegenwart. Junker und Dünnhaupt, Berlin 1940.
- Die deutsche Philosophie der Gegenwart. Alfred Kröner, Stuttgart 1943.
- Die Philosophie des 19. Jahrhunderts. 2 Bände. „Geschichte der Philosophie“, Bände VIII, IX, de Gruyter, Berlin 1953. (Sammlung Göschen Nr. 571/709)
- Kants Besitzlehre. Abhandlungen der Deutschen Akademie der Wissenschaften zu Berlin. Klasse für Philosophie, Geschichte, Staats-, Rechts- und Wirtschaftswissenschaften. Jahrgang 1956 Nr. 1. Akademie-Verlag Berlin 1956.
- Die Philosophie im ersten Drittel des 20. Jahrhunderts. 2 Bände. „Geschichte der Philosophie“, Bände X, XI, de Gruyter, Berlin 1957/1960. (Sammlung Göschen Nr. 845/850)
- Beiträge zur Geschichte und Interpretation der Philosophie Kants. de Gruyter, Berlin 1969
- Kants Tugenden. Neue Beiträge zur Geschichte und Interpretation der Philosophie Kants. de Gruyter, Berlin 1980.